# برنار سیگنتالر
برنار سیگنتالر (انگلیسی: Bernard Siegenthaler؛ 1877 – august ۱۹۴۹ (۷۱−۷۲ سال)) ورزشکار ورزش تیراندازی اهل سوئیس بود.
وی در مسابقات کشوری و بین‌المللی در مجموع برندهٔ ۱ مدال برنز شده‌است.